# Ljerka Schiffler-Premec
Ljerka Schiffler (Zagreb, 6. veljače 1941. − Zagreb, 16. srpnja 2016.), hrvatska znanstvenica, sveučilišna profesorica, bavila se filozofijom, prevođenjem filozofskih djela.

## Životopis
Rođena je 6. veljače 1941. u Zagrebu, gdje je pohađala osnovnu školu i maturirala na Klasičnoj gimnaziji. Studij filozofije i komparativne književnosti završila je na Filozofskom fakultetu Sveučilišta u Zagrebu, gdje je i doktorirala (1974.) s tezom iz hrvatske filozofske baštine 16. stoljeća o Nikoli Vitovu Gučetiću.

Od 1968. do 1977. radi na Institutu za filozofiju Sveučilišta u Zagrebu. Od 1977. do 1990. radi kao urednica u Leksikografskom zavodu »Miroslav Krleža«, a od 1990. ponovno u Institutu za filozofiju gdje radi i danas.

1978. godine izabrana je u zvanje znanstvene suradnice, 1984. više znanstvene suradnice, a 1988. znanstvene savjetnice (posljednji reizbor u isto znanstveno zvanje 22. prosinca 1999.). Višekratno je studijski boravila u Francuskoj, Njemačkoj, Italiji i Austriji. Svo to vrijeme bavila se proučavanjem povijesti hrvatske filozofije u europskom obzoru.

Do 2005. godine objavila je dvadeset i dvije (22) knjige i dvije stotine pedeset i pet (255) znanstvenih radova, rasprava, studija, prikaza, odnosno stručnih članaka. Priredila je niz izbora iz djela domaćih i stranih filozofijskih pisaca. Suradnica je niza domaćih leksikografskih i enciklopedijskih izdanja s obradama ličnosti hrvatskih i europskih mislitelja (Hrvatski biografski leksikon, Hrvatski leksikon, Enciklopedija likovne umjetnosti i dr.). Urednica je struke Filozofija u Hrvatskom biografskom leksikonu od 1983. do danas. Priredila je članke o hrvatskoj filozofiji za izdanje projekta HAZU Hrvatska – Europa. Prevela je nekoliko filozofskih djela, te sudjelovala na brojnim domaćim i međunarodnim znanstvenim skupovima i kongresima. Urednica je, od 1991. do danas, časopisa Prilozi za istraživanje hrvatske filozofske baštine. Organizator je više znanstvenih skupova. Također je od 1991. bila pokretačica i urednica časopisa Radovi Leksikografskog zavoda »Miroslav Krleža«. Članica je Hrvatskog filozofskog društva (predsjednica 1998. i 1999.), Društva hrvatskih književnika, Matice hrvatske i Odbora međunarodnog filozofskog simpozija »Dani Frane Petrića« (također je uredila Zbornik simpozija, 1999.) koji se više godina održavao na Cresu. Organizirala je međunarodni filozofski simpozij na Cresu posvećen 400. obljetnici smrti filozofa Frane Petrića. Voditeljica je znanstveno-istraživačkog projekta »Povijest hrvatske filozofije (16. – 19. st.)« na Institutu za filozofiju. Predavač je povijesti hrvatske filozofije, kolegija o hrvatskoj estetici, renesansnoj filozofiji, te o Frani Petriću na Hrvatskim studijima od osnutka do danas, a na Katedri za filozofiju Filozofskog fakulteta Sveučilišta u Zagrebu od 1998. redovna je profesorica kolegija Povijest hrvatske filozofije.

Dobitnica je nekoliko priznanja i nagrada za filozofiju i književnost (Nagrada HAZU za doprinos od osobitog i trajnog značenja za Republiku Hrvatsku u području društvenih znanosti, 1994. godine; Priznanje Leksikografskog zavoda »Miroslav Krleža« za izvanredni i višegodišnji doprinos uspješnom radu Leksikografskog zavoda, 2000. godine; Plaketa zahvalnica Primorsko-goranske županije RH i grada Cresa, za znanstveni doprinos u osvjetljavanju lika i promociju filozofskih djela Frane Petrića, 2002. godine). Od 2002. godine je članica-suradnica HAZU.